# Mario Cantone
Mario Cantone (Boston, Massachusetts; 9 de diciembre de 1959) es un comediante americano, escritor, actor, y cantante con numerosas apariciones en la Comedia Central incluyendo el espectáculo de Chappelle's. También interpretó el papel de Anthony Marentino en la película Sexo en la Ciudad. Su estilo es rápido tranquilo y energético, con mucho de su humor que proviene de sus interpretaciones de varios protagonistas que varían desde sus miembros familiares, a celebridades, a estereotipos.

## Principios de su vida
Cantone nació en Massachusetts, y creció en Stoneham, adonde su familia Italiano-Americana se mudó cuándo tenía dos años de edad. Él es el cuarto de cinco niños de Mario, Sr., un dueño de un restaurante en Boston, y su esposa, Elizabeth (née Pescione). Su padre se mudó a Stoneham, según Cantone en una entrevista en el 2004 por New York Times para alejarla de sus parientes corredores de apuestas. Cantone declaró que el problema "era que no sólo era una corredora de apuestas pero también una ludópata compulsiva." Su madre, quien había sido una cantante de una banda grande, murió cuándo apenas tenía 21 años de edad.
De niño, Cantone dirigiría recreaciones de espectáculos. La primera impresión de Cantone fue la de Julia Child, la cual presentó en un espectáculo de talento en una escuela secundaria. Se graduó del instituto Stoneham  en 1978 y de la Universidad de Emerson en 1982. Se mudó a la ciudad de Nueva York en 1983 y consiguió un trabajo como vendedor de chocolate en la Torre de Trump.

## Principios de su carrera
Mientras trabajaba en la Torre de Trump hacía imitaciones de personas mientras vendía trufas de chocolate. Él más tarde trabajado como agente vendedor de joyas, lo dejó un año después para dedicarse a la comedia a tiempo completo. El empezó su carrera profesional presentando un espectáculo de unos niños llamado Steampipe Alley, , el cual se emitió en la super estación WWOR-TV de Nueva York y Nueva Jersey de 1987 a 1993.

## Carrera como comediante
En su presentaciones de monólogos, es conocido por sus ocasionalmente imitaciones extravagantes de personalidades del mundo del espectáculo como Liza Minnelli, Judy Guirnalda, Bruce Springsteen, Jim Morrison, y Bette Davis así como para sus canciones originales.
Gran parte de su comedia deriva de su bulliciosa familia Italoestadounidense Cantone, quién es gay, ha dicho que se considera un actor y comediante que resulta ser gay, más que un cómico gay que se basa en chistes de homosexuales. "Hablando acerca de ser gay es una parte muy pequeña de mi espectáculo y cuándo primero empecé no salía en el escenario, pero sí fuera de él, desde luego no mentía sobre ello en el escenario, pero si no lo sabías eras un idiota y vivías en una cueva después de verme... en serio??"

## Carrera como actor

### Sexo en la Ciudad
Cantone es reconocido par su rol en la serie de HBO Sexo en la Ciudad protagonizando a Anthony Marentino, el planificador de bodas gay de Charlotte York, que dio consejos con una entrega rápida.
Cantone debutó en Broadway en 1995, reemplazando a Nathan en el papel de Buzz en la obra de Terrence McNally premio Tony, Love! Valour! Compassion!  Más tarde en ese mismo año, apareció en la reposición de The Tempest con Patrick Stewart. Varios años más tarde, Cantone hizo un taller para El Rey León como Timón  pero no se sentía cómodo con el maquillaje ni con la manipulación de una marioneta y acabó abandonando el proyecto. En 2002, creó y escribió su propio espectáculo unipersonal para Broadway, An Evening With Mario Cantone Un año más tarde, Cantone interpretó a Gidger en Richard Greenberg en The Violet Hour en un papel escrito específicamente para él. The Violet Hour recibió críticas  mixtas y cerró después de que 54 representaciones.
En 2004, Cantone interpretó el papel de Samuel Byck en Stephen Sondheim musical Assassins. Originalmente programado para la temporada de Broadway de 2001, Assassins se pospuso debido a los atentados del 11 de septiembre de 2001..  En 2001, Cantone rechazó el papel de Carmen Ghia en Los Productores de Mel Brooks. Sus otros créditos en Broadway incluyen su segundo espectáculo unipersonal, Laug Whore, el cual se representó del 24 de octubre de 2004 al 2 de enero de 2005, en el Teatro Cort. Laugh Whore recibió una nominación al premio Tony al mejor evento teatral especial y una nominación al premio Outer Critics Circle a la mejor actuación como solista. Showtime grabó la función del 11 de diciembre de 2004, que se estrenó el 28 de mayo de 2005. Fue la primera producción de Broadway de la cadena que se emitió como un especial de comedia.
En septiembre de 2010, Cantone apareció en una lectura escénica de la obra de Charles Messina A Room of My Own en el Teatro calle 45 Bleecker en el Pueblo de Greenwich. En noviembre de 2012, la obra de teatro seguía en desarrollo con Cantone como protagonista. Se espera que la producción de Off-Broadway comience los preestrenos en febrero de 2016.
El ha aparecido en la Comedia Central de Joan Ríos y compañero nativo de Boston y exalumno del colegio de Emerson Denis Leary. El programa  Chappelle lo presentó en un segmento llamado "Preguntale a un Gay"
Entre sus trabajos de locución se encuentran los anuncios de Sunsilk "hairapy" y la voz del caza talentos Mikey Abromowitz en la película de animación por ordenador Locos por el Surf en 2007. Ha aparecido frecuentemente en el Opie y Anthony espectáculo radiofónico.
El era un invitado habitual en el programa de entrevistas diurnas ABC  la charla muestra The View desde al menos 2003 y se convirtió en copresentador invitado  en 2005. En agosto de 2013, fue noticia como posible sustituto de la copresentadora Joy Behar, que se retiraba, y desde 2014 ha sido copresentador con más frecuencia.
Cantone estaba entre los jueces de la  Señorita América 2014  y el desfile. Ha aparecido varias veces en "La pirámide de los 100.000 dólares" y Match Games como estrella invitada.

## Vida personal
En octubre de 2011, Cantone contrajo matrimonio con su pareja de 20 años y director de teatro musical Jerry Dixon. La ceremonia fue oficiada por el  pastor Jay Bakker.

## Filmografía

### Películas
| Año  | Título                     | Función                | Notas |
| ---- | -------------------------- | ---------------------- | --- |
| 1994 | El Dilema                  | Pasajero               | La película histórica producida & dirigida por Robert Redford y basada en las memorias de Richard N. Goodwin Recordando América: Una Voz Del los Sesenta.                                                                                            |
| 1994 | Who Do I Gotta Kill?       | Rico                   | Película de comedia dirigida y coescrito por Franco Rainone con James Lorinz y Rocco Simonelli. |
| 1997 | Un Ratoncito Duro de Cazar | Zeppco Traje #1        | Película de comedia dirigida por Gore Verbinski. |
| 2002 | Pandora                    | Soporte de tecnología  | Cortometraje de comedia-drama de animación dirigido y escrito por Antonio Campos. |
| 2002 | And She Was                | Mario                  | Película de comedia dirigida por Franco Rainone. |
| 2003 | Happy Hour                 | Geoffrey               | Película de comedia-drama dirigida y coescrita por Mike Bencivenga. |
| 2003 | Crooked Lines              | Acantilado             | Película de comedia dirigida y coescrita por Harry O'Reilly. |
| 2005 | Searching for Bobby D      | Director de casting    | Película/de aventuras/comedia dirigida y coescrita por Paul Borghese. |
| 2005 | Aristócratas               | Él                     | Película cómica documental producida por comediantes Penn Jillette y Paul Provenza. |
| 2006 | Farce of the Penguins      | Sidney (voz)           | Parodia directa a vídeo dirigida por Bob Saget. Del documental francés de 2005 sobre la naturalezad Marcha de los Pingüinos (Franceses) .La Marche de l'empereur ; pronunciación francesa: [lamaʁʃ dəlɑ̃ˈpʁœʁ]) dirigido y coescrito por Luc Jacquet. |
| 2006 | El Ultimo Duelo            | Señor Oliver           | Película de comedia dirigida y escrita por John DeBellis. |
| 2007 | Three Days to Vegas        | Chris                  | Película de comedia escrita y dirigida por Charlie Picerni. |
| 2007 | El Rey del Barrio          | Señor Burton           | Película de delitos escrita y dirigidoa por James DeMonaco. |
| 2007 | Locos por el Surf          | Mikey Abromowitz (Voz) | Película de comedia familiar animada dirigida por Ceniza Brannon y Chris Buck. |
| 2008 | Sexo y la Ciudad           | Anthony Marentino      | Película de comedia romántica escrita y dirigida por Michael Patrick King. |
| 2010 | Sexo y la Ciudad 2         | Anthony Marentino      | Película de comedia romántica escrita y dirigida por Michael Patrick King. |
| 2010 | Circus Maximus             | Romano                 | Película de comedia dirigida y escrita por Thomas J. La Sorsa. |
| 2011 | Goldberg, P.I.             | Bartender              | Película de comedia dirigida por Steven Moskovic y Rosario Roveto Jr. |
| 2011 | Dirty Movie                | El Director            | Película de comedia dirigida por Jerry Daigle y Christopher Meloni. |
| 2013 | Fish N Chips: The Movie    | Fish (voz)             | |
| 2015 | In Stereo                  | John Resnick           | Película de comedia romántica dirigida y escrita por Mel Rodriguez III. |
| 2017 | A Verry Merry Toy Store    | Mayor Stevens          | |
| 2019 | La otra hermandad          | Calvin                 | |
| 2020 | Para Toda La Vida          | Jerome Patterson       | |

| Año        | Título                               | Función                  | Notas                                                   |
| ---------- | ------------------------------------ | ------------------------ | ------------------------------------------------------- |
| 1988@–1993 | Steampipe Alley                      | Varios                   |                                                         |
| 1994       | NYPD Blue                            | Postor #1                | Episodio: "Rockin' Robin" (S 1:Ep 22)                   |
| 2001       | Ed                                   | Scott Hayes              | Episodio: "Señales Mixtas" (S 1:Ep 21)                  |
| 2003       | Chappelle Show                       | Él                       | Estación 1 Episodio 6                                   |
| 2000@–2004 | Sexo y la Ciudad                     | Anthony Marentino        | Función recurrente                                      |
| 2004       | Mouthing Off: 51 Greatest Smartasses | Él                       | La comedia especial                                     |
| 2005       | Laugh Whore                          | Él                       | La comedia especial                                     |
| 2006@–2008 | Men in Trees                         | Terri Romano             | Función recurrente                                      |
| 2009       | Killer Hair                          | Leonardo                 | Película de televisión                                  |
| 2009       | Hostile Makeover                     | Leonardo                 | Película de televisión                                  |
| 2011       | A Mann's World                       | Nicky                    | Película de televisión                                  |
| 2014       | Toadalees                            | La suciedad, Flarn y Gee | Película de televisión animada y dirigida por Ryan Duff |
| 2015       | Hindsight                            | Simon                    | Episodios: "Piloto" y el "Cuadrado"                     |
| 2016       | La Pirámide de $100,000              | Él (invitado famoso)     | Episodio: Mario Cantone vs. Robin Roberts               |
| 2017       | Match Game                           | Él (invitado famoso)     | Temporada 1, Temporada 6-7 Temporada 2, Episodio 6      |
| 2017       | The President Show                   | Anthony Scaramucci       | 2 episodios                                             |
| 2019       | Mamá                                 | Sean                     | Episodio: "Wile E. Coyote y una Muñeca Poseída"         |
| 2020       | Ruvisitando                          | Alma Joy                 | Episodio: "Pittsburgh"                                  |
| 2021       | And Just Like that...                | Anthony Marentino        |                                                         |